# Accipiter haplochrous
El gavilán de Nueva Caledonia (Accipiter haplochrous) es una especie de ave accipitriforme de la familia Accipitridae.
Es endémica de Nueva Caledonia. Su hábitat natural son los bosques secos a baja altitud, los bosques montanos secos, sabanas secas y zonas degradadas. Está amenazada por pérdida de hábitat.